# Hartmut Vollmer
Hartmut Bernd Vollmer (* 14. Dezember 1957 in Büren (Westfalen); † 26. Februar 2025) war ein deutscher Literaturwissenschaftler, Literaturdidaktiker und Hochschullehrer.

## Leben
Nach dem Studium (1977–1982) des Lehramtes Deutsch/Geschichte für die Sekundarstufe I an der Universität Paderborn (I. Staatsexamen) war er von 1985 bis 1988 wissenschaftliche Hilfskraft an der Universität Paderborn im Rahmen des Bibliothekserschließungsprojektes Corvey. Nach dem Magisterstudium (1982–1984) Sprach- und Literaturwissenschaften (Germanistik) an der Universität Paderborn war er von 1991 bis 1994 wissenschaftlicher Angestellter an der Universität Paderborn, Arbeit am Forschungsprojekt Der deutsche Roman 1815–1830. Nach dem Promotionsstudium (1984–1987) Sprach- und Literaturwissenschaften (Germanistik) an der Universität Paderborn war er von 1996 bis 1998 wissenschaftlicher Mitarbeiter der Universität Paderborn: Konzeption, Organisation und Realisierung einer Ausstellung und eines Aufsatzbandes zum 25-jährigen Jubiläum der Hochschule. Nach der Habilitation 1996 für das Fachgebiet Neuere deutsche Literaturwissenschaft an der Universität Paderborn war er ab 2002 außerplanmäßiger Professor an der Universität Paderborn, danach an der Leuphana Universität Lüneburg. Nach verschiedenen Vertretungsprofessuren (u. a. in Münster, Koblenz, Köln und Heidelberg) war er seit 2016 Lehrkraft für besondere Aufgaben am Institut für Deutsche Sprache, Literatur und ihre Didaktik der Leuphana Universität Lüneburg.
Am 26. Februar 2025 ist er gestorben.

## Schriften (Auswahl)
- Der deutschsprachige Roman 1815-1820. Bestand, Entwicklung, Gattungen, Rolle und Bedeutung in der Literatur und in der Zeit. München 1993, ISBN 3-7705-2837-9.
- Liebes(ver)lust. Existenzsuche und Beziehungen von Männern und Frauen in deutschsprachigen Romanen der zwanziger Jahre. Oldenburg 1998, ISBN 3-89621-086-6.
- Die literarische Pantomime. Studien zu einer Literaturgattung der Moderne. Bielefeld 2011, ISBN 978-3-89528-839-5.
- Pantomimisches Lernen im Deutschunterricht. Ein Beitrag zur Förderung des sinnlichen Verstehens. Baltmannsweiler 2012, ISBN 3-8340-1011-1.
- Judith Hermann, Sommerhaus, später. Paderborn 2014, ISBN 3-14-022588-1.
- Edith Meyer von Kamptz (1884–1969). Eine Malerin auf dem Weg in die Moderne. Minden – Berlin – Stuttgart – Berlin – Uchte. Hamburg 2018, ISBN 3-86815-729-8.